# 부

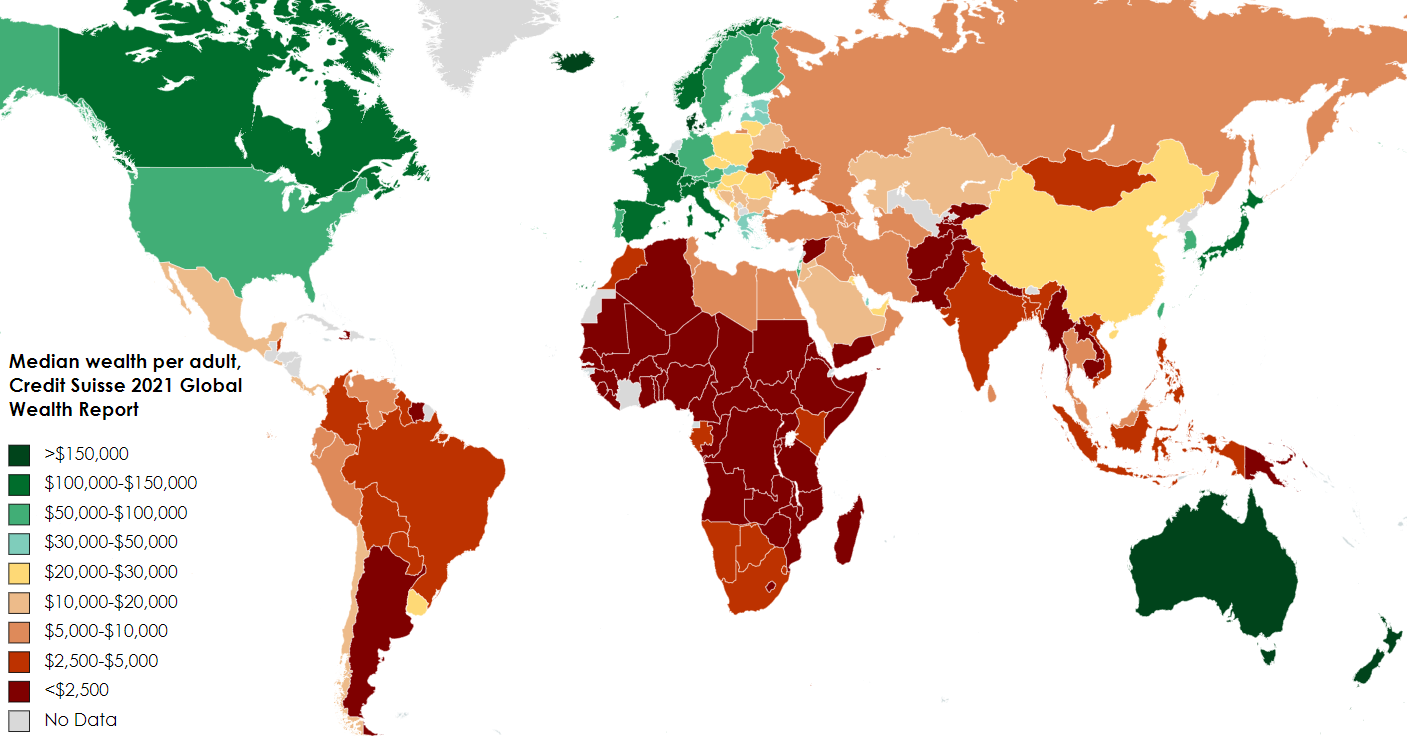
2021년 1인당 총 부의 수

부(富, Wealth)는 가치 있는 물질적 소유물, 또는 자원의 풍요로움을 뜻한다. 또, 인간의 노동을 구매할 수 있는 권한이 축적되어 있는 상태를 말한다.
이러한 부를 많이 지닌 사람을 부자라고 부르는데 이는 재산이 많은 사람을 의미한다. 부자와 비슷한 의미로는 백만장자와 억만장자가 있다. 포브스에선 세계 부자들의 명단을 매년 발표한다.

## 개요
부는 거래에 사용할 수 있는 형태로 전환될 수 있는 귀중한 금융 자산이나 물리적 소유물의 풍부함이다. 영어로는 wealth라고 하는데 여기에는 인도 유럽어 어간에서 유래한 고대 영어 단어 weal의 핵심 의미가 포함된다. 부에 대한 현대적 개념은 경제의 모든 영역에서 중요하며 경제성장과 개발경제학에서도 분명히 중요하다. 그러나 부의 의미는 상황에 따라 다르다. 상당한 순자산을 소유한 사람을 부자라고 한다. 순자산은 자산의 현재 가치에서 부채를 뺀 금액으로 정의된다(신탁 계좌의 원금 제외).
가장 일반적인 수준에서 경제학자들은 부를 개념의 주관적 성격과 그것이 고정되거나 정적인 개념이 아니라는 생각을 모두 포착하는 "가치 있는 모든 것의 총체"로 정의할 수 있다. 부에 대한 다양한 정의와 개념은 다양한 사람들에 의해 다양한 맥락에서 주장되어 왔다. 부를 정의하는 것은 다양한 윤리적 의미를 지닌 규범적 과정이 될 수 있다. 왜냐하면 종종 부의 극대화가 목표로 여겨지거나 그 자체로 규범적인 원칙으로 여겨지기 때문이다. 공동선을 위해 해당 소유물이나 자원을 풍부하게 보유하고 있는 공동체, 지역 또는 국가를 부자동네, 부유국가라고 한다.
유엔이 정의한 포용적 부는 자연적, 인간적, 물리적 자산의 합계를 포함하는 금전적 척도이다. 자연자본에는 토지, 산림, 에너지자원, 광물 등이 포함된다. 인적자본은 인구의 교육과 기술이다. 물리적("제조") 자본에는 기계, 건물, 인프라 등이 포함된다.

## 같이 보기
- 재산
- 부가가치
- 빈곤
- 국민총행복지수
- 삶의 질
- 노동 시간